# Atheta allocera
Atheta allocera är en skalbaggsart som beskrevs av Eduard Eppelsheim 1893. Atheta allocera ingår i släktet Atheta, och familjen kortvingar. Arten är reproducerande i Sverige.